# Ocell de tempesta fumat
El petrell de Markham (Hydrobates markhami) és un ocell marí de la família dels hidrobàtids (Hydrobatidae) que cria principalment a la Península de Paracas, a Perú, i altres illes properes de Perú i Xile. Es dispersa pels mars al voltant